# 中村英剛
中村 英剛（なかむら ひでたけ、1956年3月26日 - 2019年1月31日）は、日本の実業家。みずほ証券取締役副社長や、
みずほ投信投資顧問代表取締役社長を務めた。

## 人物・経歴
鹿児島県鹿児島市生まれ。1978年一橋大学商学部卒業、富士銀行入行。2002年みずほコーポレート銀行アジア企画部長。2003年みずほコーポレート銀行香港支店長。2005年みずほコーポレート銀行執行役員営業第十三部長。2007年みずほコーポレート銀行常務執行役員インターナショナルバンキングユニット統括役員。
2009年みずほコーポレート銀行常務取締役インターナショナルバンキングユニット統括役員。2010年みずほ証券取締役副社長兼副社長執行役員国際部門共同部門長兼グローバルインフラ整備委員会副委員長。
2011年みずほ証券取締役副社長兼副社長執行役員グローバルカバレッジ共同ヘッド兼グローバル投資銀行部門共同部門長兼アジア営業推進本部長兼グローバルインフラ整備委員会担当、アジア地域担当。2013年みずほ証券取締役、みずほセキュリティーズアジア会長兼みずほセキュリティーズシンガポール会長。
2014年からみずほ投信投資顧問代表取締役社長を務め、2016年にはDIAMアセットマネジメントなどとの統合にあたった。2017年TPR取締役副社長執行役員管理部門担当。2019年膵臓がんのため死去。